# Kalamaranahalli, Channarayapatna
Kalamaranahalli là một làng thuộc tehsil Channarayapatna, huyện Hassan, bang Karnataka, Ấn Độ.